# Museu Torres García
El Museu Torres García (castellà: Museo Torres García) és un museu ubicat a Montevideo, la capital de l'Uruguai.
El museu, dedicat al pintor uruguaianocatalà Joaquim Torres-Garcia, es troba des de 1990 al barri de la Ciudad Vieja, és a dir, al nucli antic de la ciutat al Peatonal Sarandí 683, en un edifici de cinc pisos d'estil art déco. És públic i d'accés gratuït. El MTG va començar a funcionar l'any 1949 per iniciativa de la vídua de Torres-Garcia, l'artista barcelonina Manolita Piña.
El 1986 es va crear la Fundació Torres García, també presidida per la vídua de l'artista i amb la participació dels seus fills August i Olimpia. A través d'un conveni amb la Generalitat de Catalunya i l'Estat Uruguaià va ser possible la reobertura del museu.
La filla gran del pintor, Olimpia Torres Piña, va ser presidenta de la Fundació Torres García fins a la seva defunció en 2007.

## Sales
- Botiga del Museu, planta baixa. Publicacions pròpies especialitzades, cartells, postals, artesanies.
- Teatre del Museu, subsòl.[3]

A les seves instal·lacions hi ha pintures de Torres-Garcia, imatges abstractes i cubistes, i retrats de Beethoven i Mozart.
El museu ofereix un servei de visites guiades en espanyol i anglès per a grups adults, uruguaians o estrangers. I també tallers didàctics.
Accessibilitat: el Museu compta amb un ascensor per accedir a totes les seves plantes, apropiat per a persones amb discapacitats físiques.

## Arxiu
L'arxiu custodia els documents de la institució i dona servei a investigadors. En aquests moments es troba en marxa un procés de digitalització per garantir la conservació del seu patrimoni documental. Per accedir com a investigador es necessita comprovant de la institució que es representa. El material disponible inclou la correspondència de Torres García, manuscrits, premsa i revistes de l'època, catàlegs, i altres documents. Per consultar l'arxiu cal concertar una cita prèviament.